# Theta-Operator (Teichmüller-Theorie)
In der Mathematik, speziell in der Teichmüller-Theorie bezeichnet man als Theta-Operator einen Operator, dessen Kontraktionseigenschaften eine wesentliche Rolle im Beweis der Geometrisierung von Haken-Mannigfaltigkeiten spielen.

## Definition
Sei {\displaystyle \pi \colon Y\to X} eine Überlagerung Riemannscher Flächen. Seien {\displaystyle \Omega (Y),\Omega (X)} die Banach-Räume der holomorphen quadratischen Differentiale und sei {\displaystyle \phi \in \Omega (Y)}. Für jede eingebettete Kreisscheibe {\displaystyle U\subset X} ist die Überlagerung {\displaystyle \pi ^{-1}(U)\to U} trivial, für jede Zusammenhangskomponente {\displaystyle V_{i}\subset \pi ^{-1}(U)} hat man also einen Schnitt {\displaystyle s_{i}:U\to V_{i}}. In einer holomorphen Karte für {\displaystyle V_{i}} ist {\displaystyle \phi \mid _{V_{i}}=\phi _{i}dz^{2}} und die Reihe {\displaystyle \sum _{i}\phi _{i}\circ s_{i}(u)(s_{i}^{\prime }(u))^{2}} ist absolut konvergent auf kompakten Teilmengen von {\displaystyle U}, definiert dort also eine holomorphe Funktion, welche unter Kartenwechseln wie ein holomorphes quadratisches Differential transformiert, also ein Element aus {\displaystyle \Omega (X)} definiert. Der so definierte Operator
{\displaystyle \Theta =\Theta _{Y/X}:\Omega (Y)\to \Omega (X)}
ist der zu der Überlagerung {\displaystyle \pi \colon Y\to X} assoziierte Theta-Operator.

## Norm des Theta-Operators
Es gilt offensichtlich {\displaystyle \Vert \Theta \Vert \leq 1} für die Operatornorm des Theta-Operators. McMullen bewies die strikte Ungleichung {\displaystyle \Vert \Theta \Vert <1}. Verbesserte Abschätzungen der Operatornorm wurden von Barrett-Diller und Cremaschi-Dello Schiavo bewiesen.

## Anwendung
Aus McMullens Ungleichung {\displaystyle \Vert \Theta \Vert <1} folgt, dass die Skinning-Abbildung {\displaystyle \sigma } einer geometrisch endlichen hyperbolischen 3-Mannigfaltigkeit eine Kontraktion ist und damit für jeden Diffeomorphismus {\displaystyle \tau } nach dem Fixpunktsatz von Banach {\displaystyle \tau ^{*}\circ \sigma } einen Fixpunkt im Teichmüller-Raum hat. Dieser erlaubt die Konstruktion einer hyperbolische Struktur auf der durch Verkleben mittels {\displaystyle \tau } entstandenen 3-Mannigfaltigkeit und damit einen Induktionsbeweis für die Hyperbolisierung von Haken-Mannigfaltigkeiten, für den William Thurston 1982 die Fields-Medaille erhielt.